# Golpes Bajos
Golpes Bajos fue un grupo musical de pop español surgido en 1982 en Vigo, Galicia. Fundado inicialmente como un dúo, el grupo estaba compuesto por Germán Coppini como vocalista y Teo Cardalda a los teclados, a los que se les unirían un año después Pablo Novoa como guitarrista y Luis García como bajista. El grupo formaba parte de la conocida como Movida viguesa, coetánea a la Movida madrileña en la que también participaron activamente. Después de presentar una maqueta, y ganar el concurso de nuevas bandas de Rock Espezial, el grupo grabó su primer Extended play homónimo, que contenía las canciones «Malos tiempos para la lírica» y «No mires a los ojos de la gente». Esto los llevó a aparecer en el programa musical La edad de oro en 1983, que les catapultó al reconocimiento nacional. En 1984 sale su primer álbum A Santa Compaña, seguido al año siguiente de otro EP, Devocionario. La rapidez con la que alcanzaron la fama, desacuerdos en la dirección musical, el agotamiento debido a las giras, y su juventud, llevaron a roces internos entre Coppini y Cardalda, que resultaron en la disolución del grupo en septiembre de 1985. En 1997, Coppini y Cardalda reúnen al grupo, sin contar con Novoa y García, y graban el disco Vivo que contiene nuevas versiones de algunos de sus temas anteriores y nuevas canciones. En 1998 hacen una gira para promocionar el disco, pero la discreta respuesta del público, los lleva a disolver el grupo por segunda y última vez.
Su sonido ecléctico, la relación entre Coppini y Cardalda, y la rápida separación del grupo, los han llevado a ser apodados como «Los Smiths españoles». En 2006, a través de una encuesta entre 156 músicos, la revista Rolling Stone incluyó dos de sus canciones entre las 200 mejores del pop-rock español. En 2012, la misma publicación, coloco a Golpes Bajos en el puesto número 30 en su lista de las 50 mejores bandas de rock de España. Mientras que El País los coloco en el puesto 13, en una lista similar, de 2014.

## Historia

### Formación
En 1982, Germán Coppini y Teo Cardalda se unen para formar Golpes Bajos. En aquel momento, Coppini era vocalista del grupo también vigués Siniestro Total. En 1983 se les unen Pablo Novoa y Luis García, dando lugar al cuarteto que ha pasado a la historia de la música española como Golpes Bajos.
Coppini había abierto la conexión con Cardalda, un antiguo compañero de instituto que tenía gustos musicales poco habituales y una gran facilidad para la música: “Él tenía en casa un chamizo como local de ensayo y por allí pasaban todos los músicos de prestigio de Galicia —recuerda Coppini—. Además teníamos gustos chocantes para la edad y la época. Nos gustaba el punk y lo siniestro, pero también música negra o latina, Motown o Fania”.
El padre de Cardalda decidió, por su cuenta y riesgo, enviar la maqueta que había grabado el grupo —ya con Pablo Novoa y Luis García en sus filas— a un concurso, que ganaron. Tras ello ficharon por Nuevos Medios, el sello gurmé por excelencia, que les grabó un EP en el que se incluyeron tres de los temas de la maqueta, entre ellos “No mires a los ojos de la gente” y la celebérrima “Malos tiempos para la lírica”, inspirada en el poema homónimo de Bertolt Brecht. Aquel EP sorprendió tanto por la madurez de las letras como por la teatral voz de Coppini, efecto indeseado de una gripe: “Se grabó en un fin de semana que yo tenía gripe y me tuve que volver a Galicia. Cuando se habla de 'la enigmática voz de Coppini en ese EP', es que yo estaba acatarrado. Pero el productor Mario Pacheco hizo gala de su saber hacer y la mantuvo”.

### A Santa Compaña
Tras los primeros trabajos (el EP Golpes Bajos en 1983 y el álbum A Santa Compaña en 1984), el grupo empezó a cosechar sus primeros éxitos y a recibir un amplio reconocimiento en el panorama musical español: la banda gozó del beneplácito de crítica y público. En 1984 recibieron el premio Ícaro al mejor grupo revelación de Diario 16 y el premio al mejor grupo del año otorgado por la sala madrileña Rock-Ola. Fue entonces cuando Coppini abandonó Siniestro Total para dedicarse en exclusiva a Golpes Bajos.

### Devocionarioy disolución
Tras la publicación del EP Devocionario, el dúo fundador decidió disolver el grupo, dedicándose desde entonces a otros proyectos musicales. Cardalda y Coppini tenían ideas distintas sobre la dirección artística del grupo, Mario Pacheco de Nuevos Medios le recomendo a Cardalda trabajar en otros proyectos fuera del grupo, cosa que Coppini no se tomó nada bien. Terceras personas, mánager y discográficas avivaron la idea de que ambos tenían que empezar carreras en solitario. Cardalda dijo sobre la situación: "Competíamos. Entregamos los dos maquetas en solitario a Hispavox y va el ejecutivo y me dice: “No te vamos a fichar, vamos a coger a Germán Coppini”. Fue uno de los disgustos más gordos de mi vida." También describió al grupo como un matrimonio, declarando, "Germán era mi mujer también en cierta manera." 
En 1987 Coppini inicia su carrera en solitario, Cardalda funda Cómplices y García entró a formar parte de Semen Up, mientras que hubo que esperar a los años 1990 para ver a Novoa de nuevo en acción en La Marabunta.

### Vivoy segunda disolución
En noviembre de 1997, Coppini y Cardalda se reunieron y ofrecieron nuevas versiones de las canciones de su época dorada en su disco de reaparición Vivo, En un principio el proyecto contaba con el respaldo del sello al que pertenecía Cardalda en ese momento, RCA, pero en el último momento se echaron atrás, teniendo que correr con los gastos, Nuevos Medios. El disco se grabó en un fin de semana, el 14 y el 15 de febrero de 1998, en los estudios Cinearte de Madrid. A esta reunión no invitaron ni a Luis García ni a Novoa, por lo que la instrumentación corrió a cargo de Tino di Geraldo en la batería, Billy Villegas en el bajo, y Pablo Salinas en la guitarra y teclado. El proceso fue filmado en directo por Juanma Bajo Ulloa, que incluyó una parte narrativa que contó con actores y espectadores. La decisión de hacerlo en directo vino a raíz de que la mayoría eran temas antiguos. Sobre las nuevas letras, Coppini, declaró: "[...] Me apetecía hacer otras lecturas de las mismas canciones. Las letras de los temas viejos están casi todas rectificadas en esta grabación. He procurado ser más legible, más asequible. No significa que esté reñido con la poética, pero ya me interesa menos. Quiero contar cosas. El contenido de las nuevas canciones es más social [...]" El disco fue promocionado en una gira que comenzó en marzo de ese mismo año. Al finalizar la gira, que al igual que el disco resultó un fracaso comercial, Cardalda decidió volver a Cómplices, mientras Coppini retomaba las colaboraciones con otros artistas. En 1999, Cardalda atribuyó el fracaso a los cambios en arreglos y letras, "A lo mejor, ésa es la clave. A la gente le gusta oír las cosas como estaban hace 15 años".
Coppini utilizó el repertorio de Golpes Bajos, con Maga como banda de acompañamiento, en un concierto celebrado en la sala El Sol de Madrid el 23 de enero de 2006, dentro del Ciclo de Conciertos de La Movida que conmemoraba el 25 aniversario de la movida madrileña.
Germán Coppini falleció a los 52 años en Madrid, el 24 de diciembre de 2013, a causa de una enfermedad hepática.

## Influencias y estilo
El grupo unía las diferentes influencias de cada miembro, el punk de Coppini, el rock progresivo de Cardalda y Novoa y el funk de Luis García. Que se mezclaron con elementos del pop Británico, la música negra, y los sonidos latinos, estos últimos heredados de Pacheco. Las letras de Coppini han sido descritas como pesimistas y maduras. El crítico Carlos Boyero dijo que Coppini "sonaba a desesperación y a verdad". Coppini explicó que su fijación con la religión como parte de sus letras provenía de "un momento muy espiritual" en el que encontró debilidad por figuras como Teresa de Ávila y Agustín de Hipona. Sus primeras referencias venían de grupos como The Stranglers y The Who. Para A Santa Compaña, sus influencias fueron: Chic, Peter Gabriel, Japan, The Cure, y Aztec Camera. También han mencionado a artistas como The Smiths y Stevie Wonder.

## El EPGolpes bajos
Primer trabajo discográfico del grupo, grabado en Audiofilm (Madrid) el 20 y 21 de mayo de 1983, contiene dos de los temas más importantes de la época: “No mires a los ojos de la gente” y “Malos tiempos para la lírica”. El EP incluía una funda interior para el vinilo con las letras de las canciones.

### Cortes
Cara A
- 1. No mires a los ojos de la gente
- 2. Estoy enfermo

Cara B
- 1. Malos tiempos para la lírica
- 2. Lágrimas
- 3. Tendré que salir algún día

### Ficha técnica
- Germán Coppini: voz solista.
- Teo Cardalda: piano eléctrico (A1 y A2), percusión (A1, A2 y B1), sintetizadores (A1, A2, B1 y B2), guitarra (A2 y B2), coros (A1 y B1) y piano (B3).
- Pablo Novoa: guitarra (B1), sintetizadores (A1, A2 y B1), piano eléctrico (A2 y B2) y percusión (B2).
- Luis García: bajo eléctrico.
- Producción: Golpes Bajos.
- Sonido: Luis Fernández Soria y Luis Miguel González.

## El álbumA santa compaña
Constituye un álbum de imaginación desbordante, que mezcla lo post-punk y lo latino combinando las composiciones de Cardalda y Coppini. Pablo Novoa, multiinstrumentista de impresionante carrera, recuerda que llegaron al estudio “más preparados” y que tuvieron “mucho más tiempo para probar cosas”. Sirva como ejemplo la caja del tema titular, grabada en los baños de Audio Film “para darle una reverb natural”. O el viaje de Cardalda y Novoa a Barcelona para trastear con el sampler Fairlight de Josep Maria Mainat (La Trinca) “y grabar los arreglos de Colecciono moscas, porque un aparato así costaba 7 millones de pesetas”.

### Cortes
Cara A
- 1. Escenas olvidadas (04:05)
- 2. Hazme un nueve (03:05)
- 3. Hansel y Gretel (02:27)
- 4. Colecciono moscas (04:38)

Cara B
- 1. A Santa Compaña (03:12)
- 2. Cena recalentada (03:31)
- 3. Come prima (02:13)
- 4. La reclusa (03:22)
- 5. Fiesta de los maniquíes (03:15)

### Ficha técnica
- Teo Cardalda: piano, guitarra, batería, sintetizador, percusión y coros.
- Germán Coppini: voz y percusión.
- Luis García: bajo eléctrico.
- Pablo Novoa: piano, guitarra, sintetizador, percusión y sampler Fairlight CMI.
- Gracias a Eugenia, Juan Cebollita Wong, Manolo Maradona Heredia y Rafael Abitbol.
- Grabado en Audio Film (Madrid) en marzo de 1984.
- Sonido: Luis Fernández Soria.
- Producido por Luis Fernández Soria, Teo Cardalda y Pablo Novoa para Nuevos Medios.

## Discografía

### Álbumes
- A Santa Compaña (Nuevos Medios, 1984).
- Vivo (Nuevos Medios, 1998).

### EP
- Golpes Bajos (Nuevos Medios, 1983).
- Devocionario (Nuevos Medios, 1985).

### Sencillos
- Malos tiempos para la lírica (1983).
- Colecciono moscas (1984).
- Fiesta de los Maniquíes (1984).
- Escenas Olvidadas (1985).
- La Virgen Loca (1985).
- Desconocido (1985).
- Cena Recalentada (1990).

### Recopilatorios
- Todas Sus Grabaciones 1983/1985 (Nuevos Medios, 1991).